# UN-Klimakonferenz in Bonn 2001
Die UN-Klimakonferenz in Bonn fand als zweiter Teil der sechsten Weltklimakonferenz (englisch United Nations Framework Convention on Climate Change (UNCCC), kurz COP 6-2 (Conference of the Parties, „Vertragsstaatenkonferenz“, auch COP 6, Teil 2 oder COP 6,5, -> Die doppelte COP-6 von Den Haag und Bonn)) vom 16. bis 27. Juli 2001 in Bonn statt.
Die Konferenz mit Delegierten aus 178 Nationen wurde von Jan Pronk eröffnet und geleitet, dem niederländischen Umweltminister und zugleich Präsident der Konferenz. Auf der Konferenz wurden die Verhandlungen über das Kyoto-Protokoll weiter geführt. Veranstaltungsort war das Maritim Hotel Bonn.

## Herausforderungen
Die größte Herausforderung der Konferenz lag darin, von den Vereinigten Staaten eine Zustimmung zum Kyoto-Protokoll zu erhalten. Mit einem Anteil von 25 % hatten die sie den größten Anteil an den weltweiten Treibhausgas-Emissionen. Das Protokoll enthielt die Zusage der Industriestaaten, ihren Treibhausgas-Ausstoß bis 2010 um fünf Prozent unter das Niveau von 1990 zu senken. Um dieses Ziel zu erreichen, hätten die USA ihren Energiekonsum um über ein Drittel drosseln müssen. Drei Monate zuvor, im April 2001, hatte die US-amerikanische Regierung deshalb ihren Ausstieg aus dem Kyoto-Protokoll verkündet. US-Präsident George W. Bush begründete den Ausstieg damit, dass weitere Energieeinsparungen die Wirtschaft abwürgten.

## Ergebnisse
Während der Diskussionen wurden weitere Zugeständnisse gemacht. Ein neuer Entwurf des Protokolls wurde entwickelt, der einigen Industrieländern, darunter Kanada, sogar einen höheren Kohlendioxidausstoß einräumte als ursprünglich im Kyoto-Protokoll verabredet worden war. Daher wurden keine weiteren Reduzierungen der Treibhausgase vereinbart. Die meisten der 178 Delegierten verständigten sich auf diesen Umsetzungsbeschluss für das Kyoto-Protokoll unter der Bedingung, dass keine weiteren Zugeständnisse gemacht würden. Die USA stimmten nicht zu. Japan, Kanada und Australien äußerten sich ablehnend zu dem Beschluss.
Mit dem Umsetzungsbeschluss begann zugleich der Ratifizierungsprozess zum Kyoto-Protokoll.